# قلعه حسن علی بیگ
قلعه حسن علی بیگ مربوط به دوره ساسانیان است و در شهرستان دشتستان، روستای تنگ ارم واقع شده و این اثر در تاریخ ۷ مهر ۱۳۸۱ با شمارهٔ ثبت ۶۵۰۶ به‌عنوان یکی از آثار ملی ایران به ثبت رسیده است.